# Hoplitimyia semiluna
Hoplitimyia semiluna är en tvåvingeart som beskrevs av James 1939. Hoplitimyia semiluna ingår i släktet Hoplitimyia och familjen vapenflugor. Inga underarter finns listade i Catalogue of Life.